# وب سایت امنیت جهانی
وب‌سایت امنیت جهانی (انگلیسی: GlobalSecurity.org) یک سازمان ناسودبر، فراحزبی و وبگاهی مستقل است. که به عنوان یک مرجع پژوهشی ، اندیشکده سیاسی و اقتصادی، با در اختیار داشتن گروه تحقیقات و مشاوره، در حوزه‌ های امنیت ملی و بین‌المللی، تحلیل نظامی، سیاسی و اطلاعاتی، امنیت رایانه‌ای و سامانه‌ای و تجسس و فناوری فضایی، فعالیت می‌کند. این سازمان در دسامبر ۲۰۰۰ توسط جان پایک تأسیس شد.

## تاریخچه
این وب‌سایت در دسامبر ۲۰۰۰ توسط جان پایک، که قبلاً از سال ۱۹۸۳ با فدراسیون دانشمندان آمریکایی کار می‌کرد، تأسیس شد. او سیاست‌های فضایی، استراتژی سایبری، تجزیه و تحلیل نظامی، منابع هسته‌ای و پروژه‌های منابع اطلاعاتی را هدایت می‌کرد. دفتر مرکزی GlobalSecurity.org در منطقه‌ی شهری واشینگتن دی سی در اسکندریه و ویرجینیا، با مدیریت پایک تأسیس شد.
مخاطبان این وب‌سایت شامل روزنامه‌نگاران، سیاست‌گذاران، دانشمندان، دانشمندان علوم سیاسی، کارکنان نظامی و دفاعی و عموم مردم هستند که اطلاعات پس‌زمینه و داستان‌های خبری، تجزیه و تحلیل آنلاین و مقالات در حال توسعه را ارائه می‌کنند؛ این سازمان موضوعاتی را تحلیل می‌کنند که گاهی کم‌تر مورد بحث قرار می‌گیرند؛ از جملهٔ این موارد جنگ افزار های کشتار جمعی، ارتش و دفاع، امنیت و امنیت سایبری و اطلاعات هستند. همچنین شایان ذکر است سوژه‌هایی چون فناوری فضایی، اسناد اولیه، تصاویر ماهواره‌ای دقیق و با وضوح بالا و فیلم‌های ویدئویی از مناطق جنگی از خدمات این شرکت است. دیگر وظایف آنان تعاریفی از اصطلاحات پرکاربرد برای عموم و به عنوان یک گروه ناظر دفاعی، نظامی، سیاست خارجی و امنیت ملی عمل می‌کند. این سایت تا حدی به دنبال یافتن رویکردهای جدید برای امنیت بین‌المللی و ارتقای دستیابی به امنیت بین‌المللی مشارکتی و جلوگیری از گسترش جنگ‌افزارهای کشتار جمعی است، برای این منظور به دنبال بهبود قابلیت‌های جامعه اطلاعاتی برای پاسخ به تهدیدات جدید و جلوگیری از نیاز به اقدام نظامی هستند. میسانو برنامه نویس